# ريجنالد هيبر غودن
ريجنالد هيبر غودن (بالإنجليزية: Reginald Heber Gooden)‏ هو مبشر أمريكي، ولد في 1910، وتوفي في 2003.